# Johannes Eudes

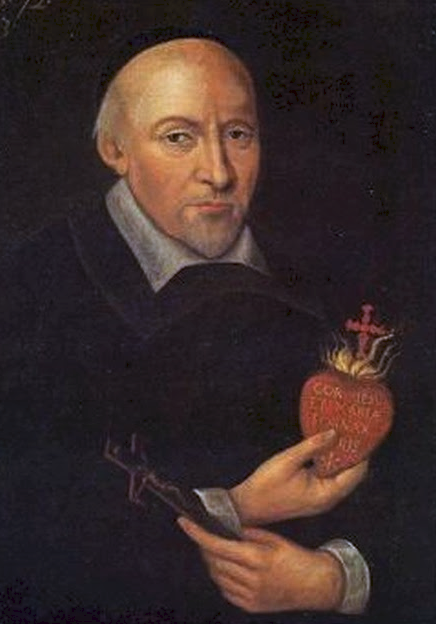
Jean Eudes

Jean Eudes of Johannes Eudes (1601, Ri (Bayeux) - 19 augustus 1680, Caen) was een Frans priester, theoloog, congregatiestichter en is een rooms-katholieke heilige.

## Leven
Jean Eudes werd geboren in het dorpje Ri in het bisdom Bayeux. Als jong kind legde hij al een grote vroomheid aan de dag. Hij trad in de congregatie van het Oratorium van Pierre de Bérulle en werd in Parijs priester gewijd. Hij werd tot rector aangesteld van de Oratorianen te Caen. In 1643 stichtte hij met vijf anderen de Congregatie van de Priesters van Jezus en Maria voor opvoedings- en missiewerk. Deze worden ook wel Eudisten genoemd. Voor de bekering van gevallen meisjes stichtte hij in 1662 de Congregatie van de Zusters van Onze Lieve Vrouw-van-Toevlucht.
Daarnaast is hij vooral bekend als theoloog van de devotie tot het Heilig Hart van Jezus. 

## Verering
Jean Eudes werd in 1925 heilig verklaard door paus Pius X. Zijn gedachtenis wordt gevierd op 19 augustus.